# ياسمين هوتون
ياسمين هوتون (بالإنجليزية: Jasmine Hutton)‏ هي لاعبة الاسكواش بريطانية، ولدت في 5 أبريل 1999 في برايتون في المملكة المتحدة.

## وصلات خارجية
- ياسمين هوتون على موقع الاتحاد الدولي لمحترفي الاسكواش (مؤرشف) (الإنجليزية)
- ياسمين هوتون على موقع SquashInfo.com (الإنجليزية)